# Шнипишкес

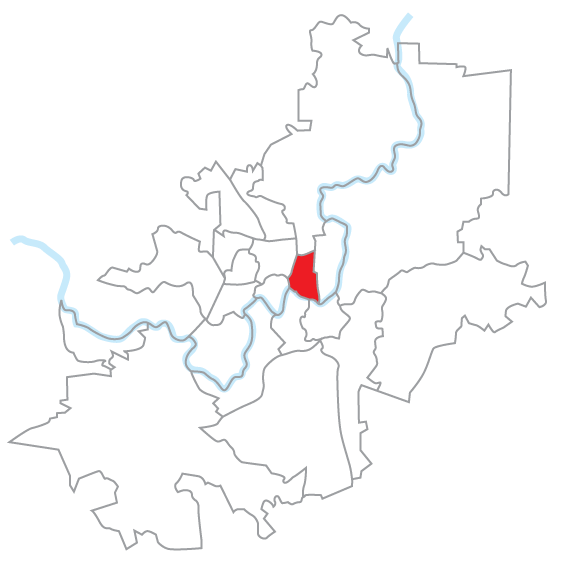
Шнипишское староство

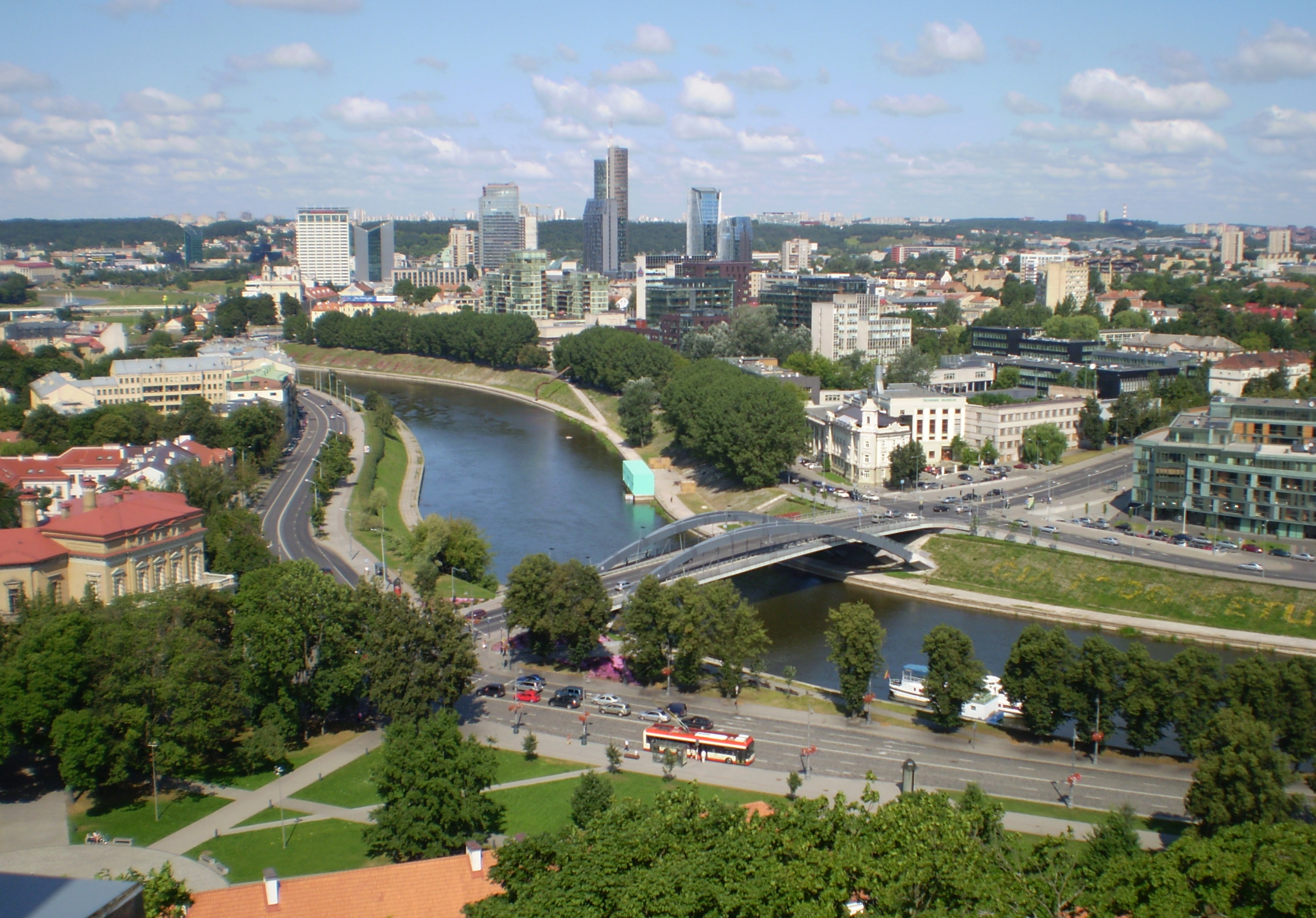
Общий вид на Шнипишкес (за мостом короля Миндаугаса начинается ул. Ринктинес, по набережной проходят улицы Жвею — Олимпечю, на перекрёстке виден Музей энергетики и техники Литвы)

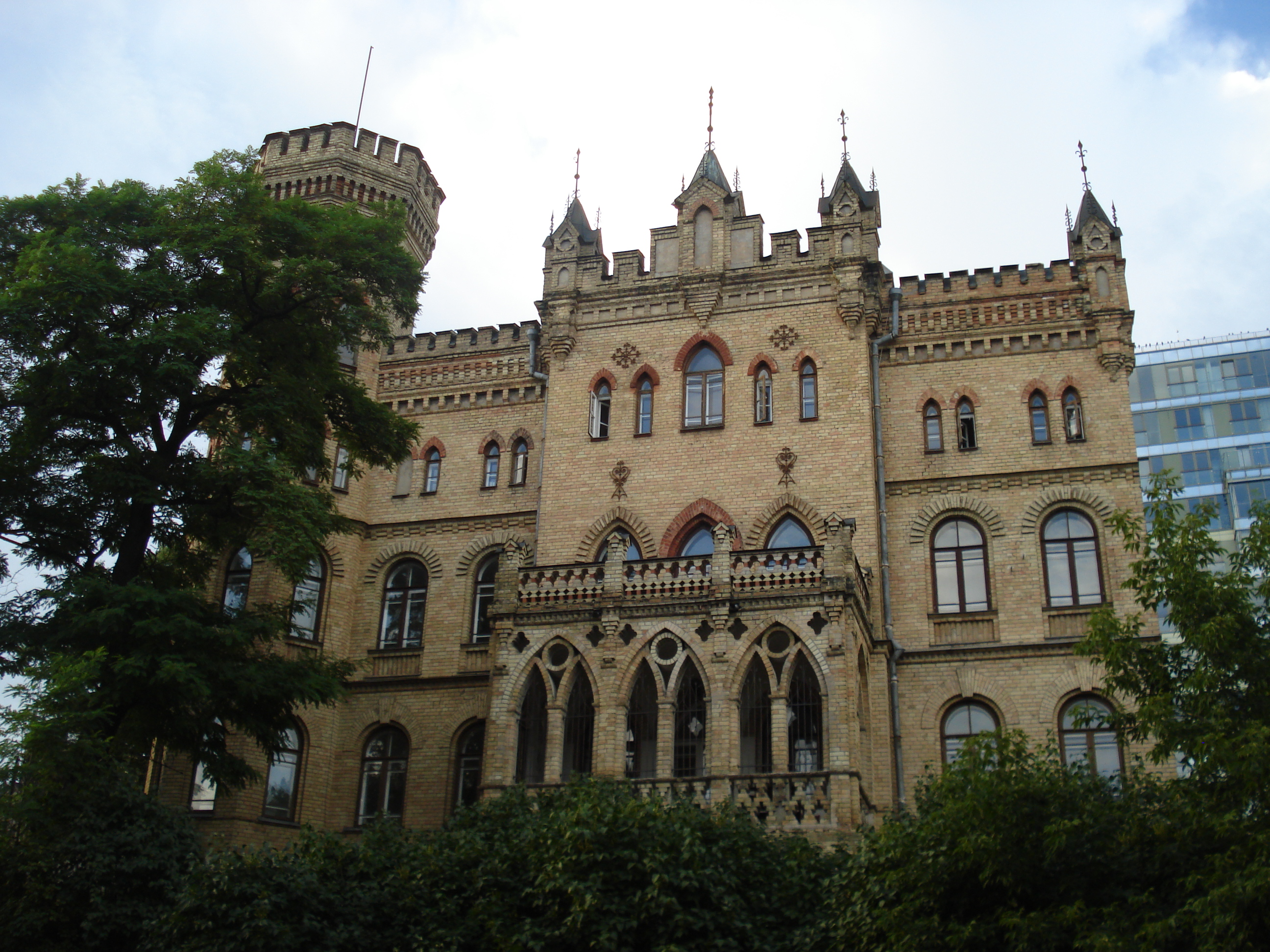
Дворец Радушкевича

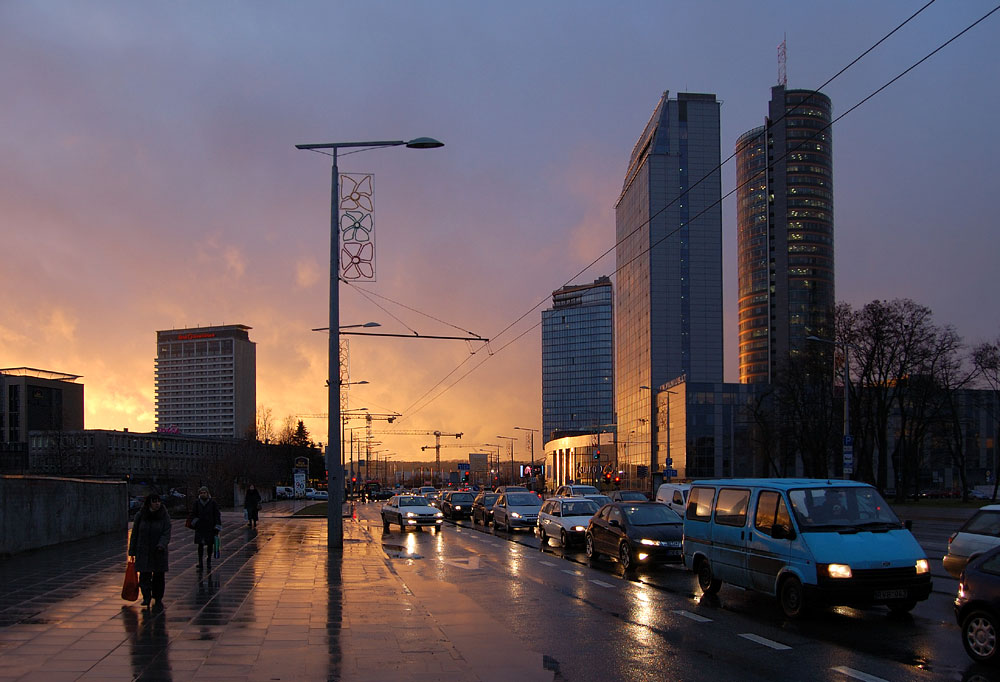
Проспект Конституцийос

Шнипишкес (лит. Šnipiškės; устар. рус. Снипишки) — один из районов Вильнюса, административно образующий староство. Расположен на правом берегу реки Нярис к северу от центральной части города.

## География и население
Площадь территории староства 3,12 км2. По данным переписи населения 2001 года, население составляет около 20 тысяч жителей.
Через Шнипишкес, от Зелёного моста до района Йерузале), проходит одна из главных транспортных артерий города — улица Калварию, в советский период носившая название улица Ф. Дзержинского. Пересекает улицу Жальгирё у Калварийского рынка и проспект Конституцийос, недалеко от реки и Зелёного моста.

## Инфраструктура
В границах староства насчитывается 40 улиц, 3 средних школы, лицей и 6 детских садов-яслей, костёл Святого Архангела Рафаила, православная церковь Архистратига Божия Михаила, армянская апостольская церковь Святого Вардана, здание Вильнюсского городского самоуправления, Национальная художественная галерея. Зелёным мостом и пешеходным Белым мостом район соединён с историческим центром.
Южная часть района является деловым центром города с двумя торговыми центрами, гостиницей и высотными административными и офисными зданиями.

## История
Снипишки — бывшее предместье Вильны, названное по имени богатого купца, которому великий князь литовский Витовт подарил большие участки земли за рекой Вилией. С XV века здесь располагалось первое еврейское кладбище в городе, ликвидированное в 1949—1950 годах. С XVIII века на Снипишках стоит барочный костёл Святого Рафаила и монастырь (сначала иезуитский, с 1773 года пиарский). Напротив костёла с конца XIX века возвышается дворец Радушкевича, в котором ныне размещается Союз архитекторов Литвы.
В 1970-е годы началось осуществление нового генерального проекта застройки правого берега Нярис, где предполагалось создать новый общественно-торговый центр города. В 1973 году было выстроено 12-этажное здание Министерства мелиорации и водного хозяйства (архитектор В. Олейниченко).
В соответствии с планом к западу от тогдашней улицы Ф. Дзержинского (ныне Калварию) в 1974 году были построены Центральный универсальный магазин (ЦУМ, ныне ТЦ «Cup») — самый крупный в то время в Литве (7000 м², архитектор Зигмантас Ляндзбергис), семиэтажная гостиница «Туристас» на 324 места (архитектор Ю. Шейбокас; ныне отель «Best Western«), здания планетария, касс Аэрофлота, комплекса предприятий бытового обслуживания (швейное, обувное ателье и пр.), в 1976—1983 годах — гостиница «Летува» (архитекторы Альгимантас и Витаутас Насвитисы; ныне, после реконструкции „Radisson Blu Hotel Lietuva” — самый большой и самый высокий отель в городе), позднее — Музей революции (ныне Национальная художественная галерея).
С 2002 года в Шнипишкесе, по левой стороны от улицы Калварию, по обеим сторонам проспекта Конституцийос, интенсивно создаётся деловой центр города с высотными административными и офисными зданиями и торговыми центрами.
1 мая 2004 года, в рамках торжеств вступления Литвы в Европейский союз, была открыта Башня Европы с офисными и торговыми помещениями — самый высокий небоскрёб в балтийских странах (33 этажа, 148 м) (архитектор Аудрюс Амбрасас).
Через Шнипишкес проходит одна из главных транспортных артерий и витрина города — проспект Конституцийос, где расположены деловой центр с небоскрёбами. Основу остальной части района севернее от проспекта составляют деревянные дома деревенского типа довоенной постройки, которые охраняются как «квартал Скансенас» (по аналогии со шведским Скансеном). Встречаются отремонтированные и ухоженные, но большинство — запущенные, а некоторые — и полуразрушенные.
В части таких домов района нет централизованного снабжения водой (водоснабжение — через колонки с водой) и городской канализации (раз в неделю приезжает гидродинамическая машина, которая и удаляет все отходы).
Во время экономического роста и строительного бума 2004—2008 годов, когда район превращался в деловой центр города, инвесторы предлагали жителям огромные суммы за их участки, однако тогда немногие решились продать их. В настоящий же момент руководство города проводит водопровод и асфальтирует многие дороги, разбито несколько новых скверов и создана новая площадь Шнипишкес с искусственной рекой и пешеходным виадуком обозрения. Открыты два новые парки — Сенвагес и Японский сад.